# Benedict de Castro
Benedict de Castro (hette egentligen Baruch Nehemiah), född 1597, död 1684, var en judisk läkare.
Han var son till en portugisisk marran. Castro var läkare i Hamburg där han började praktisera 1622. Han vann stor ryktbarhet och kallades 1645 av drottning Kristina till Stockholm. 1646 blev han hennes läkare och tillägnade henne sitt arbete Monomachia sive certamen medicum (1647). 
Castro är den förste med säkerhet till namnet kände jude som vistats i Sverige, det vill säga åren 1645 och 1651–52.
Han stod högt i kurs hos drottningen, som gav två bröder till honom tillstånd att driva handel i Sverige. Även efter sin tronavsägelse torde Kristina ha anlitat honom. Hon vistades nämligen långa tider i Hamburg.